# Purgatorio - Canto ventunesimo
Il canto ventunesimo del Purgatorio di Dante Alighieri si svolge sulla quinta cornice, ove espiano le anime degli avari e prodighi; siamo nel mattino di martedì 12 aprile 1300. I personaggi di questo canto sono: Virgilio, Dante, Stazio.

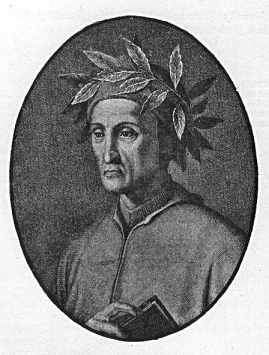
Ritratto di Dante

## Temi e contenuti

### Apparizione improvvisa di Stazio - versi 1-39
Dante è turbato e dubbioso per il terremoto e per il canto del Gloria, descritti alla fine del canto ventesimo; mentre si affretta dietro Virgilio compare un'anima, che li segue senza essere notata, finché per prima parla, con un augurio di pace. Nella sua cortese risposta, Virgilio accenna alla propria condizione di escluso dalla salvezza. Allo stupore dell'anima, Virgilio aggiunge chiarimenti sulla condizione di Dante e sul proprio compito di guida, mostrandogli le "P" sulla fronte di Dante, a testimonianza che egli è  vivo e in ascesa verso il paradiso. Chiede quindi spiegazioni sulla natura del terremoto e del coro di anime, interpretando il desiderio di Dante.

### Stazio spiega la natura metafisica del Purgatorio - versi 40-75
L'anima, che non ha ancora rivelato la sua identità, afferma che la montagna del Purgatorio, ad eccezione, al massimo, delle sue pendici, è completamente immune dai normali agenti atmosferici (i "vapori", secondo la scienza medievale cui Dante si rifà), e quindi anche da quelli che provocano i terremoti (i vapori "secchi" e "densi"). La  scossa che i poeti hanno avvertito al termine del canto precedente è stata invece causata dal passaggio di un'anima al Paradiso Terrestre. Tale passaggio è anche accompagnato dal coro di tutte le anime.

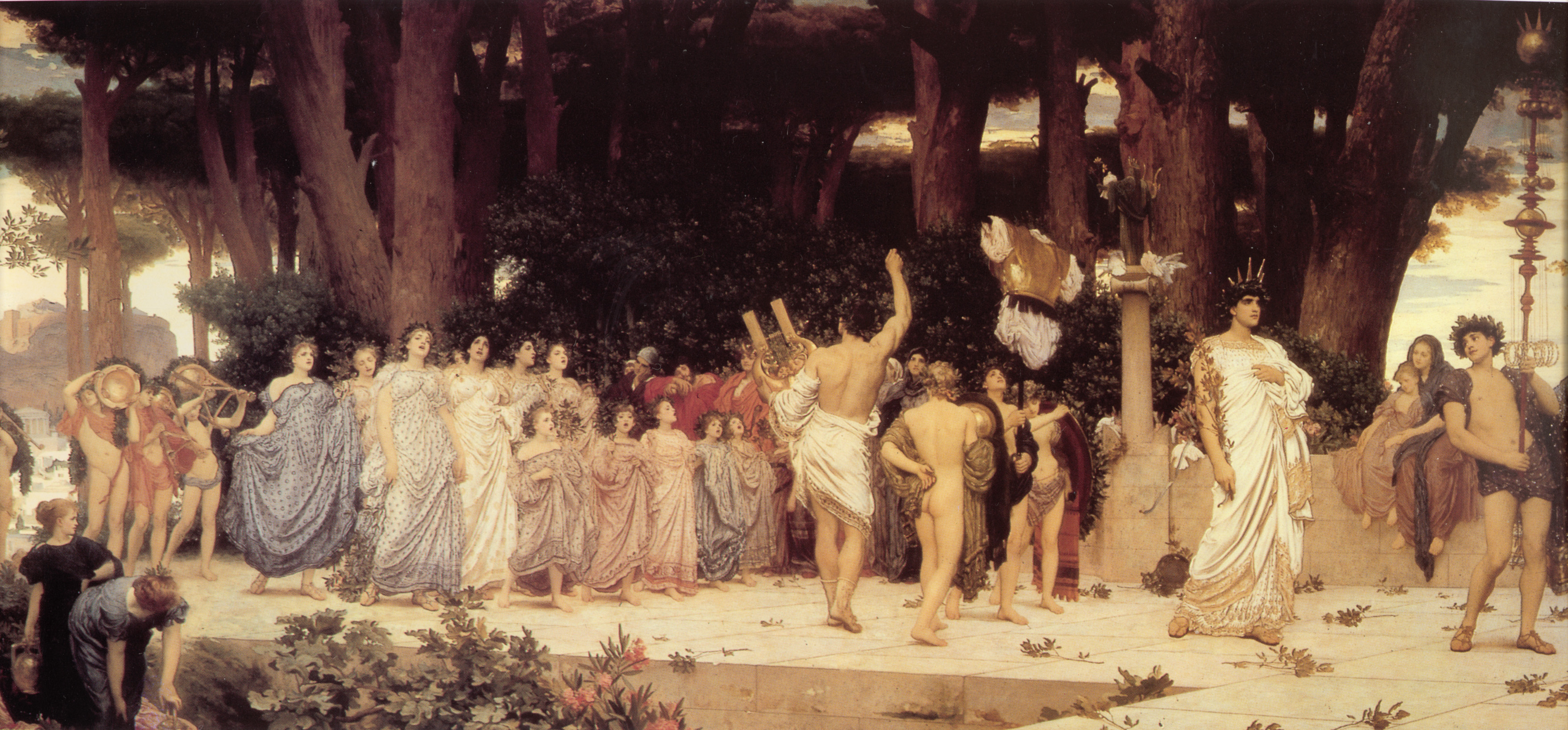
Il poeta Publio Papinio Stazio in gara durante le feste in onore di Dafne (dipinto di Frederic Leighton - 1876)

L'anima spiega quindi che non è un intervento esterno a determinare il passaggio alla cornice successiva: è la volontà stessa dell'anima che attesta l'avvenuta purificazione. Dice poi di esser rimasto in questa cornice più di cinquecento anni, e di aver provato or ora questa libera volontà di salire: da ciò il terremoto e il canto di lode delle anime, che espiano.
Virgilio chiede all'anima di rivelare chi sia e perché sia rimasto tanto tempo in questa cornice.

### Il riconoscimento tra Stazio e Virgilio - versi 76-136
Stazio racconta di essere stato famoso per la sua poesia sotto Vespasiano, nel tempo della repressione della rivolta ebraica da parte di Tito conclusasi con la distruzione di Gerusalemme e con la dispersione degli Ebrei; nomina anche le sue due opere principali, conosciute al tempo di Dante, la Tebaide e l'Achilleide, dichiarando di aver tratto da Virgilio somma ispirazione poetica. L'Eneide è stata, egli dice, mamma e nutrice della sua poesia; la sua gratitudine verso Virgilio è tale che accetterebbe di prolungare il suo purgatorio se fosse vissuto al tempo di Virgilio.
Si costruisce fra Dante e Virgilio un gioco di sguardi quasi mimico. Dante si sente spinto a sorridere del fatto che Virgilio viene lodato da Stazio senza che questo sappia che Virgilio è proprio davanti ai suoi occhi. Stazio chiede a Dante il motivo del suo «lampeggiar di riso» e solo dopo un incitamento della sua guida Dante rivela a Stazio l'identità del suo accompagnatore; Stazio, raggiante di gioia, si butta ai piedi di Virgilio, dimenticandosi dell'inconsistenza delle loro anime (indicata nel secondo canto del Purgatorio e nell'episodio di Casella).

## Analisi del canto

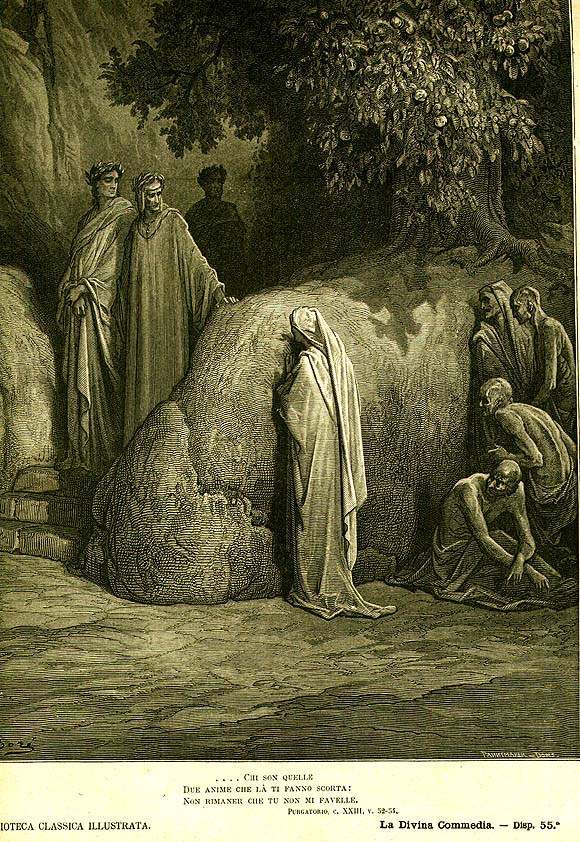
Dante e Virgilio incontrano Forese Donati, da un'illustrazione di Gustave Doré

L'evento del terremoto, che conclude il canto XX, segna un distacco fra questa parte del Purgatorio e gli ultimi due gironi. Spariscono nel racconto i riferimenti alle tristi vicende civili e prende campo il tema della poesia: la vicenda personale dell'autore e la sua coscienza di scrittore assumono una dimensione diversa alla luce della fede. Nei canti successivi numerosi e continui sono gli incontri con poeti: dopo Stazio è la volta di Forese Donati, di Bonagiunta da Lucca, di Guido Guinizelli e di Arnaut Daniel. E in tutti questi incontri tema ricorrente è il rapporto tra poesia e fede, tra arte ed amicizia. Il tono espressivo diviene più dolce: si avverte che ci si sta avvicinando a Beatrice.
Il canto presenta due momenti:
- vv. 1-75; introduzione dottrinale.
- vv.76-136; presentazione della figura storica di Stazio e dinamica affettiva del riconoscimento di Virgilio.

Il XXI canto (come il successivo) è dedicato all'incontro di Virgilio con il poeta latino Stazio e si apre con un prologo, che si distende in tre tempi: la sete di sapere, l'apparizione dell'ombra del risorto, il riferimento all'esilio e all'esclusione di Virgilio. È la sequenza più convenzionale e dottrinaria, con la comparsa di Stazio, la consueta presentazione da parte di Virgilio e Dante, e la trattazione da parte di Stazio sulla natura fisico-escatologica del Purgatorio. Si può notare tuttavia che già in questa sequenza introduttiva affiorano elementi significativi legati al contesto della parte conclusiva: infatti i riferimenti all'acqua della Samaritana e all'incontro di Emmaus, in quanto fonti evangeliche, preannunciano il valore religioso che Dante attribuisce alla poesia; mentre il riferimento alla sorte malinconica di Virgilio, di cui pure si esalta l'opera e la funzione storica, segna i limiti della cultura classica. D'altra parte, la spiegazione di Stazio sulla causa del terremoto e sulla natura della montagna rende evidente la differenza fra mondo umano e mondo divino: il passaggio della anime dall'uno all'altro girone è affidato alla loro libertà, senza che nessuno intervenga a verificare il loro giudizio. Ritorna così quel tema della libertà, che è fondamentale in tutto il Purgatorio.
Questa parte del canto è caratterizzata da un tono scientifico divulgativo e chiarificatore, ma ricco di figure retoriche, come espressioni sintetiche («da sé in sé», v. 44), ripetizione di un verbo centrale («Trema.. tremò... Tremaci», vv. 55, 57 e 58), costruzioni per asindeto negativo («non pioggia, non grando, non neve, / non rugiada, non brina», vv. 46-47; «né rade, / né coruscar, né figlia di Taumante», vv. 49-50).
Nella seconda parte del canto, si svolge fra i tre poeti una relazione complessa, in parte implicita, nella quale è naturale riconoscere come Dante attribuisca a Stazio una condizione di discepolo letterario di Virgilio che in realtà è la propria. È una scena quasi teatrale, nella quale alle parole vanno aggiunti gli sguardi, i sorrisi e i silenzi. Dante, udendo l'elogio di Virgilio pronunciato da Stazio, vorrebbe rivelare che Virgilio è proprio lì con loro, ma Virgilio con l'espressione gli intima di tacere. Stazio coglie l'ombra di sorriso nel viso di Dante e ne chiede ragione; a questo punto, preso tra due fuochi, Dante deve spiegare che accanto a loro è colui che ha guidato Stazio alla poesia e sta guidando lui alla salvezza spirituale. Si accenna così all'altro aspetto del rapporto Virgilio - Stazio - Dante, ovvero il valore di maestro di vita e di salvezza attribuito a Virgilio (tema che viene sviluppato nel canto successivo).
Il linguaggio pone in evidenza il valore dell'Eneide con espressive metafore: è la "fiamma" che ha "allumato" innumerevoli poeti ed è stata per lui "mamma" e "nutrice".